# Acanthogonatus notatus
Acanthogonatus notatus is een spinnensoort in de taxonomische indeling van de bruine klapdeurspinnen (Nemesiidae).
Acanthogonatus notatus werd in 1940 beschreven door Mello-Leitão.